# Trustor (film)
Trustor är en svensk dokumentärfilm som har en planerad premiär på strömningstjänsten Netflix under 2025. Filmen är regisserad av Karin af Klintberg.

## Handling
Filmen handlar om det så kallade trustorhärvan. I filmen låter sig Joachim Posener för första gången på mycket länge  intervjuas om sitt liv och Trustor-affären.

## Medverkande (i urval)
- Joachim Posener
- Karin af Klintberg